# Cruzy
Cruzy är en kommun i departementet Hérault i regionen Occitanien i södra Frankrike. Kommunen ligger i kantonen Saint-Chinian som tillhör arrondissementet Béziers. År 2022 hade Cruzy 954 invånare.

## Befolkningsutveckling
Antalet invånare i kommunen Cruzy
Referens:INSEE